# Дымерка
Дымерка (укр. Димерка) — село в Козелецком районе Черниговской области Украины. Население 162 человека. Занимает площадь 0,665 км².
Код КОАТУУ: 7422086803. Почтовый индекс: 17084. Телефонный код: +380 4646.

## Власть
Орган местного самоуправления — Олбинский сельский совет. Почтовый адрес: 17040, Черниговская обл., Козелецкий р-н, с. Олбин, ул. Братьев Синицких, 64.

## История
В XIX веке село Дымерка было в составе Семиполковской волости Остерского уезда Черниговской губернии. В селе была Покровская церковь.